# Cephalolobus
Cephalolobus là một chi rêu trong họ Jungermanniaceae.